# Добейский сельсовет
Добейский сельсовет — административная единица на территории Шумилинского района Витебской области Республики Беларусь. Административный центр — деревня Добея.

## Состав
Добейский сельсовет включает 29 населённых пунктов:
- Амбросовичи — агрогородок
- Барановские — деревня
- Березница — деревня
- Большие Лежни — деревня
- Боськово — деревня
- Будище — деревня
- Войловичи — деревня
- Горки — деревня
- Городно — деревня
- Данилово — деревня
- Добея — деревня
- Заборье — деревня
- Ильинцы — деревня
- Кулаково — деревня
- Кутино — деревня
- Лелюги — деревня
- Марково — деревня
- Мехи — деревня
- Могилевка — деревня
- Непороты — деревня
- Писарево — деревня
- Придумки — деревня
- Приозерная — деревня
- Русски — деревня
- Слободка — деревня
- Смешково — деревня
- Соснино — деревня
- Хмелевские Лежни — деревня
- Чернецкое — деревня

Упразднённые населенные пункты на территории сельсовета:
- Высочаны — деревня
- Углы — деревня